# عدنان الجنابي
عدنان عبد المنعم الجنابي (19 أيلول/سبتمبر 1940/ بابل–).اقتصادي وسياسي عراقي، وشيخ عشيرة الجنابيين.
اختاره عدد من نواب مجلس البرلمان العراقي في بغداد رئيساً مؤقتا لمجلس النواب وذلك بتاريخ 14 أبريل 2016 بعد تصويتهم على عزل رئيس البرلمان العراقي سليم الجبوري في نفس اليوم.

## السيرة الذاتية
تخرج في الاقتصاد من جامعة لندن وتكنولوجيا البترول من جامعة لوفبرا. كان يعمل في صناعة النفط في العراق في السبعبنات والثمانبنات. وفي عام 2000 انتخب في الجمعية الوطنية العراقية كنائب مستقل.
بعد الإطاحة بحكومة صدام حسين أصبح الجنابي وزير دولة في الحكومة العراقية المؤقتة. وكان عضوا في المجلس الوزاري للنفط والغاز، ومسؤولا عن الشؤون البرلمانية.كما كان مدير الحملة الانتخابية للقائمة العراقية في الانتخابات التشريعية في في كانون الثاني/يناير2005 .
استقال من الوزارة في كانون الثاني/ يناير2005 في احتجاج على اعتقاله من قبل القوات الأمريكية عند حاجز على الطريق.
انتخب إلى الجمعية الوطنية في كانون الثاني/ يناير2005 وأصبح نائبا لرئيس اللجنة التي شكلتها الحكومة الانتقالية العراقية لوضع مشروع دستور دائم ورئيسا للجنة المالية في الجمعية الوطنية. اعيد انتخاب عدنان الجنابي إلى مجلس النواب في انتخابات 7 اذار 2010. وكان من بين المرشحين البارزين لقائمة«العراقية» لمحافظة بغداد.
كما أعيد انتخابه في انتخابات 2014 من محافظة بابل عن القائمة الوطنية.
عدنان الجنابي حاليا رئيس مركز البحوث والدراسات العراقية (مبدع) نسخة محفوظة 4 أبريل 2015 على موقع واي باك مشين. في بغداد وبيروت.
وهو الرئيس العام لعشيرة الجنابيين، وهي من العشائر الكبرى في العراق.
عدنان الجنابي هو والد سلام الجنابي المعروف ب (سلام باكس) الذي اشتهر في وقت الغزو في عام 2003 بمدونته المعروفة باللغة الإنكليزية.

## التحصيل الدراسي
- بكالوريوس في الاقتصاد (مرتبة الشرف)، جامعة لندن، المملكة المتحدة، 1963.
- ماجستير في تكنولوجيا البترول، قسم الهندسة الكيميائية، جامعة لفبره. المملكة المتحدة، 1970.

## اللغات
- العربية
- اللغة الإنكليزية.

## العمل
- 2019-  رئيس منتدى العراق للطاقة.
- 2018-  متقاعد، رئيس مركز البحوث والدراسات العراقية (مبدع).
- 2014 - 2018  عضو مجلس النواب عن بابل.
- 2010 -2014 عضو في مجلس النواب، رئيس لجنة النفط والطاقة.[4]
- 2006- رئيس مركز البحوث والدراسات العراقيه (مبدع).
- 2005-2006 عضو في الجمعية الوطنية، رئيس اللجنة المالية، نائب رئيس لجنة صياغة الدستور.
- 2004-2005 وزير دولة، عضو المجلس الوزاري للنفط و الغاز.
- 1996-2003 عضو مستقل في المجلس الوطني (البرلمان).
- 1997-2003 محاضر خارجي في المعهد الوطني للتنمية الإدارية.
- 1990-1995 مستشار مستقل في فيينا وبغداد.
- 1988-1990 مستشار مقيم في فيينا، مركز دراسات الطاقة العالمية في لندن.
- 1982-2003 مدير وشريك في عدة شركات في القطاع الخاص.
- 1981-1982 مدير عام العلاقات الخارجية والاستثمار،وزارة النفط.
- 1976-1981 رئيس الدائرة الاقتصادية والمالية، أوبك، فيينا.
- 1975-1976 مستشار، وزارة النفط.
- 1974-1976 محاضر في كلية الهندسة الكيميائية في جامعة بغداد.
- 1972-1974 مدير تسويق النفط الخام، شركة النفط الوطنية العراقية.
- 1970-1972 رئيس قسم نقل النفط الخام، شركة النفط الوطنية العراقية.
- 1969-1970 اجازه دراسيه في المملكة المتحدة.
- 1967-1969 شركة النفط الوطنية العراقية، باحث اقتصادي.
- 1965-1967 البنك المركزي العراقي، قسم البحوث، المسؤول عن العلاقات مع صندوق النقد الدولي والبنك الدولي.
- 1964-1965 وكالة الأنباء العراقية، محرر النشرة الاقتصادية ونشرة النفط.

## النشر
- نشر دراسات عن نظرية وممارسة تسعير وإنتاج النفط، ونظرية الموارد القابلة للنضوب ومواضيع أخرى في الطاقة لمختلف المجالات العلمية، منشورة في الولايات المتحدة والمملكة المتحدة وأوروبا والعالم العربي.

### إصدارات
في عام 2014:
- الدولة الريعية والدكتاتورية (باللغة العربية)
- الحاجة إلى التعاون ما بين المنتجين والمستهلكين (مع الدكتور لؤي الخطيب).

في عام 2015:
- أطلق الموسوعة العراقية الحرة (IRAKIPEDIA)

في عام 2016:
- الخلاص من الدولة الريعية

## وصلات خارجية
- العرب الدولية، الشرق الأوسط
- ويكيبيديا، الموسوعة الحرة
- موقع عشيرة الجنابي
- مركز البحوث والدراسات العراقية نسخة محفوظة 4 أبريل 2015 على موقع واي باك مشين.
- الموسوعة العراقية الحرة، عراقيبيديا